# Ванесса Джакомо
Ванесса Мендес да Сілва Ліма (порт. Vanessa Mendes da Silva Lima, нар 29 березня 1983), більш відома як Ванесса Джакомо (порт. Vanessa Giácomo), бразильська кіно- і телеактриса. Вона виграла звання найбільш багатообіцяючої актриси (Melhor Atriz Revelação) 2005 року в Prêmio Contigo за фільм Кабокла (2004), і була номінована на премію за найкращу жіночу роль (Melhor Atriz de Cinema) 2006 року в Prêmio Contigo за фільм Канта Марія (2006).

## Біографія і кар'єра
Народилась 29 березня 1983 року в невеликому містечку Волта Редонда, де і пройшло все її дитинство. Починаючи свою кар'єру, Ванесса вирішила взяти більш звучне і менш поширену прізвище, вибравши Джакомо — прізвище, яку носив її дідусь, який був вихідцем з Італії. З юного віку  її можна було побачити в постановках, які організовував місцевий театр.
Як тільки дівчині виповнилося 18, вона і її мати переїхали в найбільше найближче місто, Ріо-де-Жанейро, Ванесса стала брати участь в кастингах.
Спочатку їй давали крихітні, непомітні ролі — наприклад, в телесеріалах «Присутність Аніти» або «Тренування», які показував канал Глобо. Однак справжня кар'єра почалася, коли з Ванессою познайомився Рікарду Ваддінгтон, що є відомим бразильським режисером, і запропонував їй пройти кастинг на ролі в його телесеріалах.
Серйозною і значущою роллю актриси, першої в її кар'єрі, стала роль в телесеріалі «Кабоклу» в 2004 році, який був знятий Рікарду Ваддінгтоном.  Спочатку на це місце претендувала інша актриса, однак вона відмовилася від участі в зйомках, і, відкинувши більш десяти інших кандидатур, режисер зупинив свій вибір на Ванессі. За прекрасну гру Ванесса була удостоєна премії.
Після цього серіалу актрисі співпрацю запропонував Бенедіто Руї Барбоса, відомий бразильський письменник-сценарист. Ванесса в якості актриси знялася в декількох з його теленовел.
У 2013 році Ванесса стала «Найкращою актрисою року» за виконану нею роль в серіалі «Любов до життя». Крім того, з відомих новел, в яких вона знялася, можна виділити: Габріела (2012); Укуси і подуй (2011); Рай (2009); Острів рабів (2008); Сеньйорита (2006);

## Особисте життя
Під час зйомок в своєму першому телесеріалі Ванесса познайомилася з Даніелем де Олівейрою і через три роки після початку відносин в 2007 році вийшла за нього заміж. Багато журналістів писали про цю пару як про ідеальну. У подружжя народилося двоє дітей: у 2008 році — син Рауль, в 2010 році — син Мойсей. Проте, наявність синів не втримало пару від розлучення: Ванесса і Даніель розлучилися в 2012 році.
У 2013 році актриса познайомилася з Джузеппе Діогуарді, чоловіком, який займався підприємництвом. У 2014 році у пари народилася дочка Марія

## Фільмографія
| Рік  | Назва                | Роль                                | Примітки |
| ---- | -------------------- | ----------------------------------- | -------- |
| 2006 | Канта Марія          | Марія                               |          |
| 2007 | ОС 12 Trabalhos      | Сімоне                              |          |
| 2008 | A Ilha dos Escravos  | Марія                               |          |
| 2009 | Жан Шарль            | Вівіан                              |          |
| 2009 | O Menino da Porteira | Юліана                              |          |
| 2011 | A Novela das 8       | Аманда Ліма                         |          |
| 2011 | Гномео та Джульета   | Джульета                            | дубляж   |
| 2013 | Solidões             | Mulher                              |          |
| 2015 | Divã в 2             | Едуарда                             |          |
| 2015 | Правила гри          | Марія Віторія Норонья (Тоя) / Софія |          |
| 2017 | Зворотний бік раю    | Таїс                                |          |
| 2018 | Сьомий хранитель     | Стелла                              |          |
| 2022 | Перетин              | Леонор Аленкастро Сампайо           |          |